# شدرا (تشاد)
شَدرا أو شيدرا هي منطقة سكنية في بحر الغزال تقع على بعد 174 كـم (108 ميل). شمال شرق انجمينا. في عام 2009، بلغ عدد سكان شدرا 54.072 نسمة، منهم 27.656 من الرجال و26.416 من النساء.

## المناخ
صُنّفت شادرا وفقًا لتصنيف كوبن للمناخ على أنها صحراء حارة. في تشادرا، يبلغ متوسط درجة الحرارة السنوية 29.7 درجة مئوية «85.5 درجة فهرنهايت». متوسط هطول الأمطار 142 ملم (5.6 بوصة).